# Pterisanthes miquelii
Pterisanthes miquelii är en vinväxtart som beskrevs av Jules Émile Planchon. Pterisanthes miquelii ingår i släktet Pterisanthes och familjen vinväxter. Inga underarter finns listade i Catalogue of Life.